# Urothemis edwardsii
Urothemis edwardsii là một loài chuồn chuồn ngô thuộc họ Libellulidae. Nó được tìm thấy ở Algérie, Angola, Bénin, Botswana, Burkina Faso, Cameroon, Tchad, Cộng hòa Dân chủ Congo, Bờ Biển Ngà, Ai Cập, Gambia, Ghana, Guinea, Kenya, Liberia, Malawi, Mali, Mauritanie, Mozambique, Namibia, Niger, Nigeria, Senegal, Sierra Leone, Somalia, Nam Phi, Sudan, Tanzania, Uganda, Zambia, Zimbabwe, và có thể Burundi. Các môi trường sống tự nhiên của chúng là hồ nước ngọt, hồ nước ngọt có nước theo mùa, đầm nước ngọt, và đầm nước ngọt có nước theo mùa.

## Hình ảnh

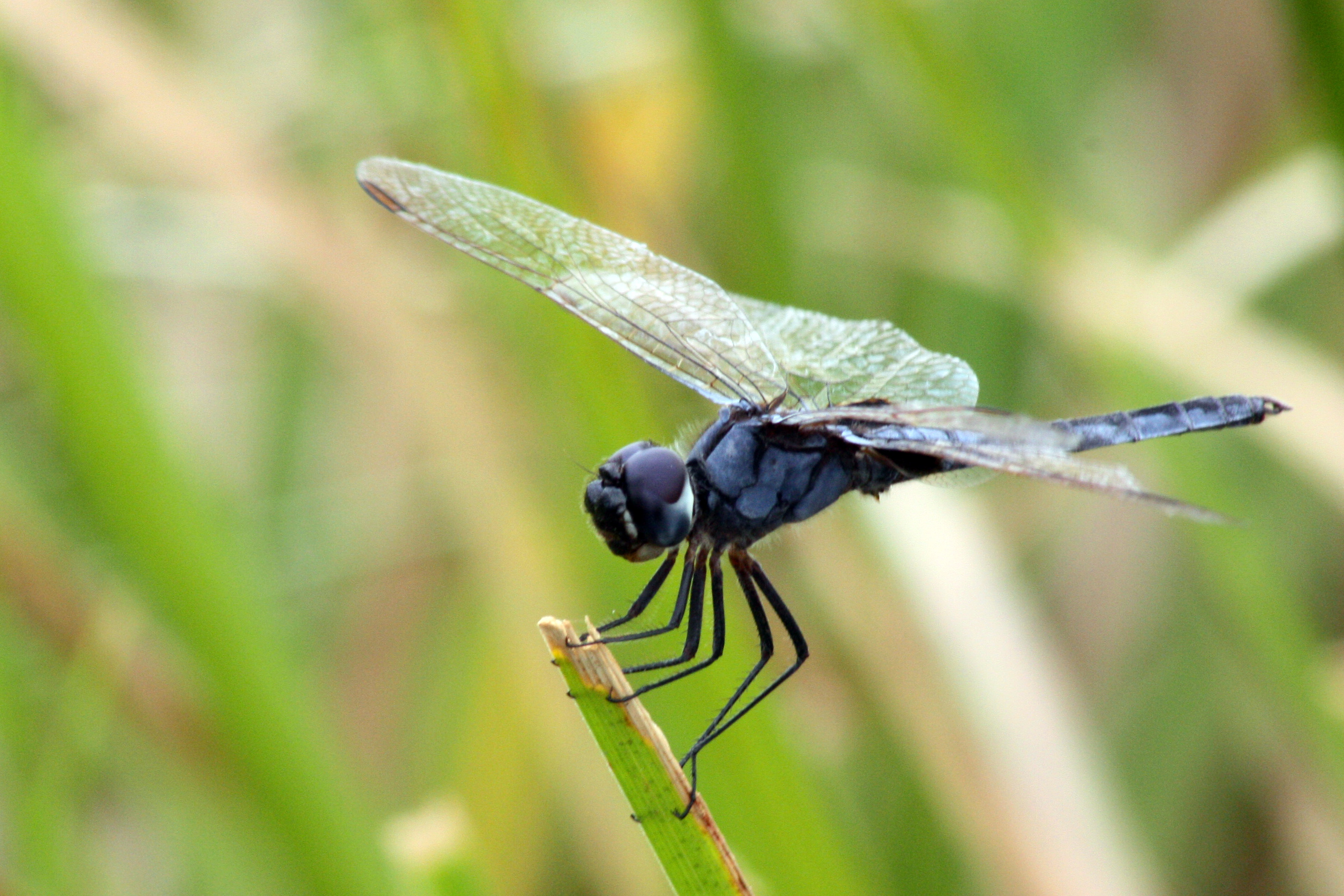